# Nuestra Belleza México
 (срп. Наша лепотица Мексика) је најважније такмичење лепоте у Мексику. Одржава се од 1994. године у реализацији Лупите Јонез, прве мексичке Мис Универзума. Право учествовања имају младе и неудате девојке.
Победница такмичења представља Мексико на избору за Мис универзума, док прва пратиља дебитује на избору за Мис Света.

### Представнице Мексика на Мис Универзума
| Година | Представница                    | Држава                 | Пласман         |
| ------ | ------------------------------- | ---------------------- | --------------- |
| 2014.  | Joselin Garsija                 | Јужна Доња Калифорнија | -               |
| 2013.  | Синтија Дуке Гарза              | Нови Леон              |                 |
| 2012.  | Карина Гонзалез Муњоз           | Агваскалијентес        | Топ 10          |
| 2011.  | Карин Онтиверос Меза            | Халиско                |                 |
| 2010.  | Химена Наварете                 | Халиско                | победница       |
| 2009.  | Карла Кариљо Гонзалес           | Халиско                |                 |
| 2008.  | Елисал Најера Гуалито           | Гванахуато             | Четврта пратиља |
| 2007.  | Роса МаријаОједа Куен           | Синалоа                | Топ 10          |
| 2006.  | Патрисија Паралес Елизондо      | Нови Леон              | Топ 10          |
| 2005.  | Лаура Елизондо Ерхард           | Тамаулипас             | Трећа пратиља   |
| 2004.  | Росалва Луна Руиз               | Синалоа                | Топ 15          |
| 2003.  | Марисол Гозалес Касас           | Коауила                |                 |
| 2002.  | Ерика Круз Есцаланте            | Јукатан                |                 |
| 2001.  | Жаклин Брамакамонтес Ван Хоорде | Халиско                |                 |
| 2000.  | Leticia Murray Acedo            | Сонора                 |                 |
| 1999   | Силвија Салгадо Консалес        | Нови Леон              | Топ 10          |
| 1998.  | Кетс Фуентес Гарсија            | Нови Леон              |                 |
| 1997.  | Ребека Тамаз Јонез              | Тамаулипас             |                 |
| 1996.  | Ванеса Гузман Ниебла            | Чивава                 | Топ 6           |
| 1995.  | Лус Марија Затина Луго          | Мексико                |                 |